# Orthophytum rubiginosum
Orthophytum rubiginosum är en gräsväxtart som beskrevs av Elton Martinez Carvalho Leme. Orthophytum rubiginosum ingår i släktet Orthophytum och familjen Bromeliaceae. Inga underarter finns listade i Catalogue of Life.